# Pagani Zonda
Pagani Zonda (укр. Пагані Зонда) — середньомоторний спорткар, створений Pagani (Італія). Автомобіль дебютував в 1999 році і виробляється в даний час, приблизно по 10 машин на рік. До червня 2011 року було вироблено всього 209 автомобілів Zonda, включно з прототипами для тестів. Zonda випускається в 2 варіантах — це двомісний купе і кабріолет. Конструкція, в основному, складається з вуглепластика.
У розробці машини на початковому етапі брав участь чемпіон Формули 1 Хуан-Мануель Фанхіо. Спочатку автомобіль планували назвати на честь нього — «Fangio F1», проте після його смерті в 1995 році назва була змінена. Zonda дала початок традиції фірми Pagani давати автомобілям назви, пов'язані з вітрами. Viento zonda — фен, що дме зі східних схилів Анд в Аргентині.
Індивідуальні замовлення
2009 Zonda PS (з обробкою золотом),
2009 Zonda GJ (чорний),
2010 Zonda Uno (блакитний),
2011 Zonda HH (небесно-блакитний),
2011 Zonda 750 (рожевий),
2011 Zonda Rak (жовтий),
2011 Zonda Absolute (чорний),

## Модельний ряд

### 1999 Zonda C12
Перша модель С12 вперше була представлена в 1998 році на Женевському автосалоні. Машина була оснащена двигуном Mercedes-Benz M120 V12 об'ємом 6,0 літрів, що розвиває потужність 408 або 450 к.с. в залежності від модифікації при 5200 об/хв і крутний момент 571 Нм при 3800 об/хв. Максимальна швидкість машини становить 340 км/год. Всього було побудовано 5 таких автомобілів, з них 1 був використаний в краш-тесті, а ще 1 для виставок. Решта 3 були побудовані і продані для клієнтів. Ціна машини становила 320000 доларів США. С12 розганяється до 100 км/год за 4.2 секунди, а до 160 за 8.2. 402 метра машина проходить за 12.1 секунди (швидкість на фініші 200 км/год).

### 2000 Zonda C12 S
У 2000 році Пагані випускає Зонду С12 S. Ця машина використовує 7-літровий двигун від AMG потужністю 550 к.с. Потужніший двигун дозволяє машині пройти дистанцію в 402 метри за 11.3 секунди. Нова С12 на 10 кг легша за попередню. Ціна машини зросла до 350 000 доларів США. Нова машина отримала довшу передню частину і закрилки в задній частині для кращої аеродинаміки. Також машину легко впізнати за новими фарами і вихлопною трубою. Таких машин було випущено 16.

### 2002 Zonda C12 S 7.3

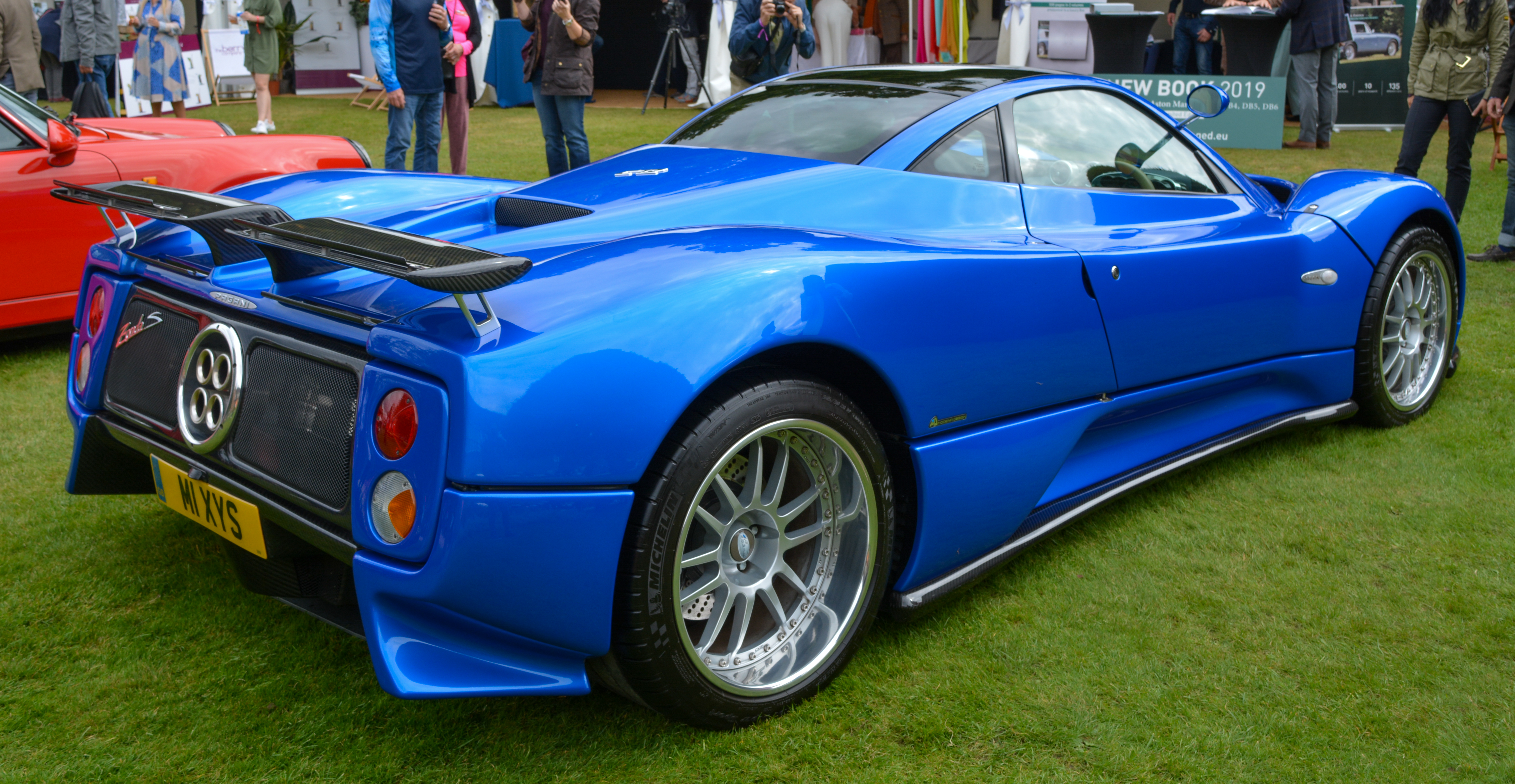
Pagani Zonda C12 S 7.3

У 2002 році на «озброєння» надходить новий двигун об'ємом 7.3 літра. Двигун розроблений і вироблений AMG. У машину доданий контроль прослизання коліс (Traction Control), щоб впоратися з потужністю в 555 к.с. і 750 Нм крутного моменту. Pagani Zonda C12 7.3 розганяється до сотні менш ніж за 3.5 секунди і розвиває швидкість до 360 км/год, при правильному налаштуванні аеродинаміки.

### 2003 Zonda GR
Розробка Zonda GR почалася в грудні 2004, вона заснована на базі Zonda S. Вона побудована на тому ж карбоновому шасі. Машина відповідала правилам FIA і ACO. Вага автомобіля була зменшена до 1100 кг, і для неї була спроектована нова підвіска, також як і нові колеса з гальмами. Zonda GR можна було придбати тільки на замовлення. Розгін від 0-100 км/год за 3.3 секунди. Двигун був залишений той же, 7-літровий від AMG, але він вже мав 590 кінських сил.

### Pagani Zonda F, Pagani Zonda R

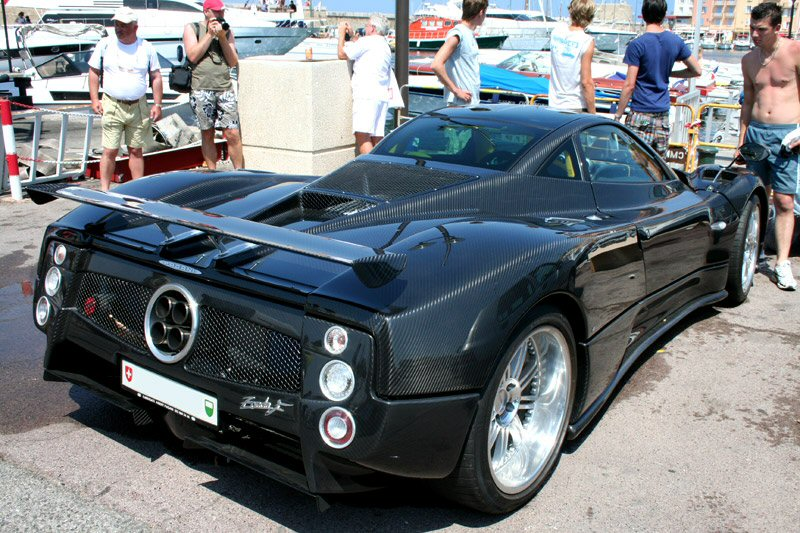
Pagani Zonda F

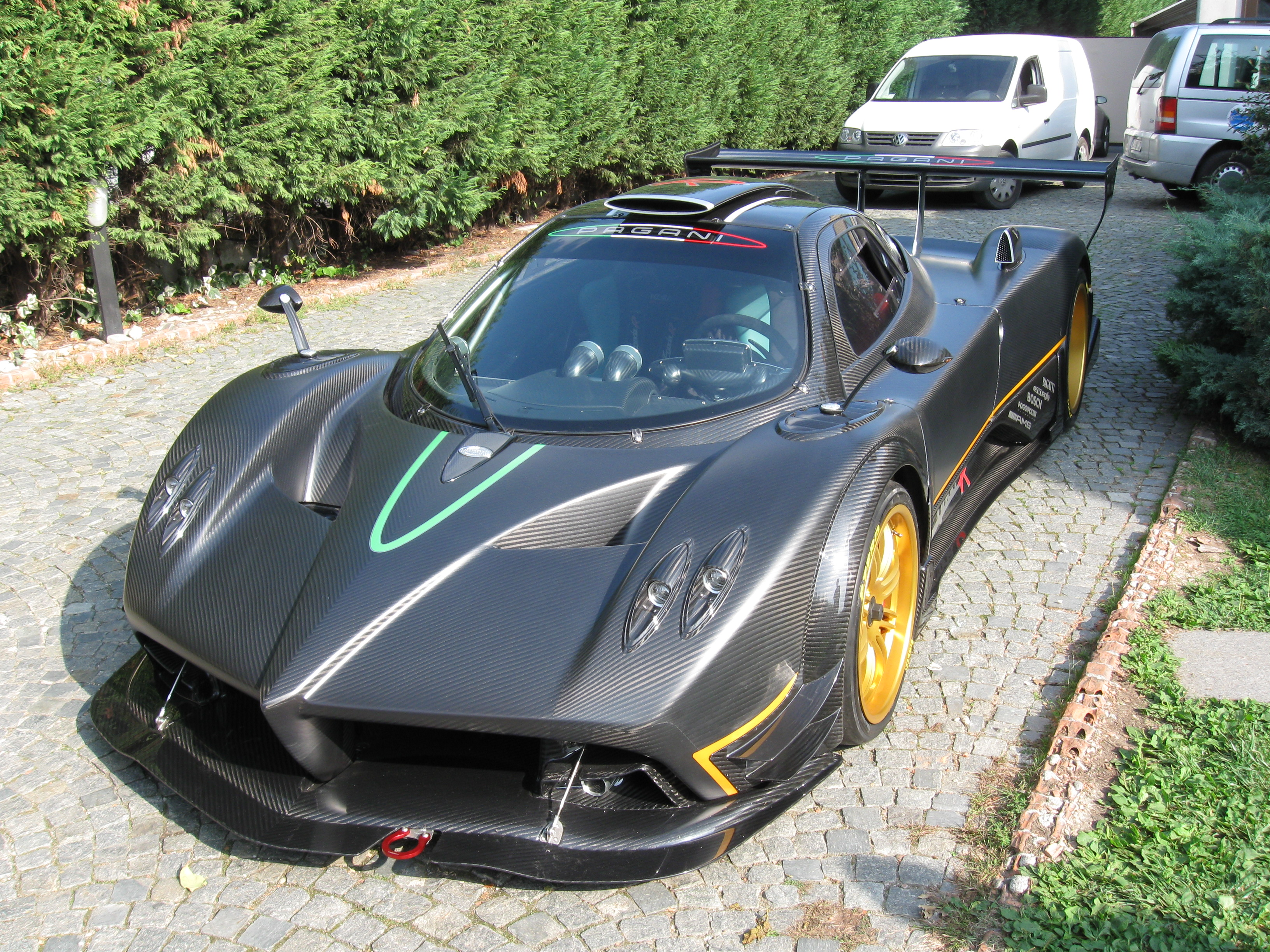
Pagani Zonda R

Pagani Zonda F — одна з найшвидших серійних машин на північній петлі Нюрбургринга. А нова модифікація Zonda R, створена спеціально для трек-днів, ще швидша: вона потужніша, легша, а підвіска і аеродинаміка регулюються. Розповідь про машину варто почати з монокока. Він виконаний з вуглецево-титанового композиту — за рахунок застосування нового матеріалу зросла жорсткість при значному зниженні ваги. Передній і задній підрамники виготовлені з хром-молібденового сплаву, а зовнішні кузовні панелі з вуглеволокна MD System. Для деталей підвіски конструктор Гораціо Пагані вибрав алюмінієвий сплав AvionAl, для структурних елементів, що утримують двигун і коробку передач — сплав ErgAl. І навіть гвинти використані виключно титанові, від фірми Poggipolini. Завдяки цим заходам споряджена вага машини (повністю заправлена і з залитими рідинами) становить всього 1070 кг. Двигун встановлений безпосередньо на шасі, це AMG V12 об'ємом 6.0 літра, що розвиває потужність 750 к.с. і крутний момент 710 Нм. КПП — секвентальна 6-ступінчаста XTRAC 672 з картером з магнієвого сплаву, передачі перемикаються пелюстками на рульовій колонці, час перемикання 150 мілісекунд. Говорити про те, що електроніка заважає досвідченому водієві, модно, але навіть на автомобілях Формули-1 використовуються різні допоміжні системи. Оснащена ними і Zonda R. Це 12-канальна система трекшн-контролю Bosch Motorsport і ABS, налаштування яких можна змінювати під час руху. Заїхавши в бокси, можна налаштувати підвіску і поміняти кути нахилу антикрил. Гораціо Пагані використовував гоночні антикрила фірми Ennegi, також у машини, зрозуміло, плоске днище і задній дифузор. Діапазон налаштувань дозволяє варіювати аеродинамічні характеристики в широкому діапазоні: при максимальному куті нахилу антикрил створюється притискна сила в 1300 кг, а мінімальний дозволяє розганятися до швидкості понад 350 км/год. У кокпіті Zonda R традиційні для Pagani шикарні матеріали і ретельно опрацьовані найдрібніші деталі цікаво поєднуються з гоночним аскетизмом і максимальною функціональністю. Виконані на замовлення крісла Toora відповідають новітнім вимогам FIA і сумісні з системою захисту шиї HANS. У випадку аварії пасажирів утримують п'ятиточкові ремені і захищає вбудований каркас безпеки з хром-молібденового сплаву. А тепер про динаміку. Співвідношення потужності до ваги Pagani R — 710 к.с. на тонну. Завдяки цьому розгін до 100 км/год займає всього 2.7 секунди, а карбоново-керамічні гальма Brembo дозволяють загальмувати ще швидше.

### Технічна характеристика Pagani Zonda R
Двигун: Mercedes-Benz AMG — M120 — V12,
- кут розвалу циліндрів 60°, 48 клапанів;
- об'єм 5987 см³, сухий картер
- Макс. потужність: 750 к.с. при 7500 об/хв
- Макс. крутний момент: 710 нМ при 5700 об/хв
- Випускна система: гідроформована Inconel, з керамічним покриттям

трекшн-контроль: 12 канальний, виробник Bosch Motorsport
Компонування і трансмісія: середньомоторна з поздовжнім розташуванням двигуна,
привід задній з диференціалом
Коробка передач: XTRAC 672 з магнієвим картером, 6-ступінчаста секвентальна автоматизована
карбоново-керамічні гальма: вентильовані Brembo, з гідропідсилювачем, 12-канальна гоночна ABS від Bosch Motorsport
Гальмівні диски: передні 380×34 мм, 6-поршневі супорти; задні 380×34 мм, 4-поршневі супорти
Колеса: ковані легкосплавні APP; 19 дюймів передні, 20 задні
Шини: Pirelli P Zero Zonda R, передні 255/35/19, задні 335/30/20
Підвіска: 4 незалежних колеса з подвійними A-важелями; ковані важелі підвіски; гвинтові пружини і регульовані амортизатори Ohlins
Структура: центральне карбоново-титанове шасі, двигун є його частиною; передній і задній хром-молібденові підрамники, кузовні панелі з вуглецевого волокна MD System.
Розміри: довжина 4886 мм, ширина 2014 мм, висота 1141 мм, колісна база 2785 мм
Суха вага 1070 кг
Безпека: кокон безпеки з хром-молібденової сталі; вуглепластикові крісла, сумісні з HANS; п'ятиточкові ремені безпеки
Динаміка: 0-100 км/год за 2,7 сек.;
Макс. швидкість: > 390 км/год
Співвідношення вага / потужність: 1,43 кг/к.с.

### Pagani Zonda в Україні
Як повідомив Luxlux.net, в Україну буде поставлено одну машину. Ім'я власника, як і ціну і повну комплектацію, не розголошують. Приблизна ціна авто від 1.2 млн дол. Авто ручної роботи, це буде остання модель Zonda, оскільки на зміну їй вже прийшла Huayra. Корпус із фіолетового і чорного карбону, салон із фіолетовою шкірою. Дах знімний.

### Zonda Cinque
Кузов суперкара
Pagani Zonda Cinque, маса якого становить 1210 кілограмів, виготовлений з нового матеріалу, що поєднує в собі карбон і титан. Він був розроблений спеціально для цієї моделі і буде надалі застосовуватися для інших автомобілів італійської марки. Іншими відмітними особливостями Cinque є шасі і колісні диски, створені із сплаву магнію і титану, шестиступінчаста секвентальна КПП з можливістю перемикання передач пелюстками на кермі, випускна система, виготовлена з інконель (жароміцний сплав на нікелевій основі) і титану, а також покращені у порівнянні з моделлю Zonda F аеродинамічні характеристики. Новинка оснащена 7,3-літровим бензиновим двигуном від AMG потужністю 678 кінських сил (780 Нм). З нуля до ста кілометрів на годину суперкар зможе розігнатися за 3,4 секунди, а прискорення до 200 кілометрів на годину займе трохи менше десяти секунд. Максимальна швидкість понад 350 кілометрів на годину.
Суперкар Pagani Zonda Cinque буде випущений обмеженою серією всього в п'ять екземплярів. Всі ці автомобілі вже куплені за попередніми заявками.

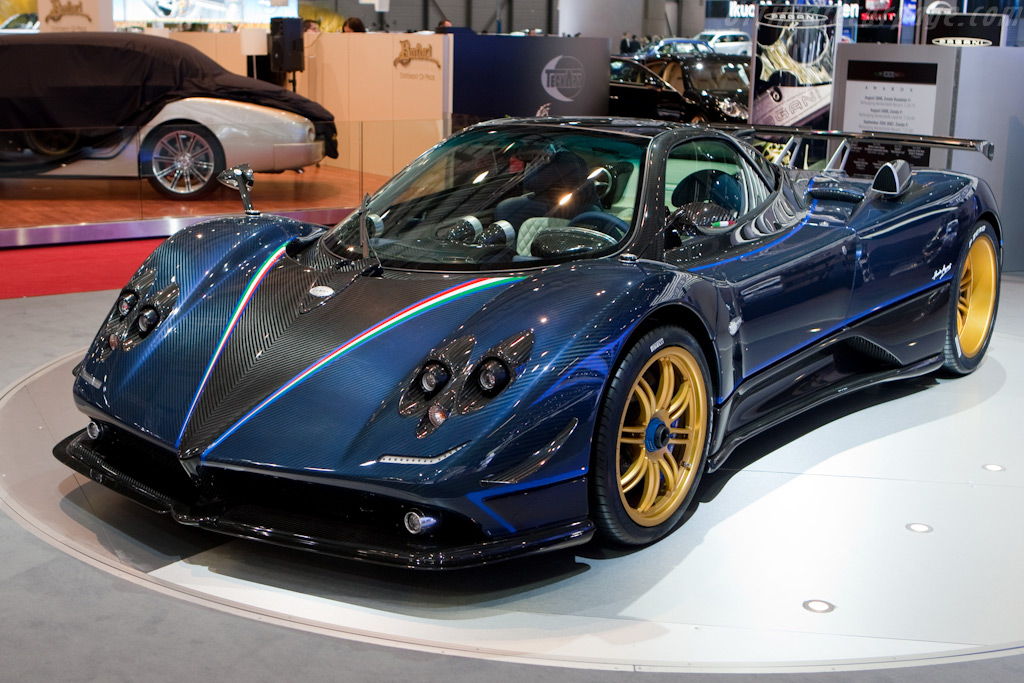
Pagani Zonda Tricolore

### Zonda Tricolore
На Женевському автосалоні 2010 року Pagani оголосила про намір побудувати автомобіль Zonda Tricolore. Єдиний екземпляр вартістю близько 1,3 мільйона євро без обліку податків буде побудований до 50-річчя італійської команди з вищого пілотажу. В основу Zonda Tricolore покладена найпотужніша модифікація Zonda Cinque з вуглеволоконно-титановим кузовом, секвентальною коробкою передач і титановою вихлопною системою. Двигун Mercedes AMG V12 об'ємом 7,3 л розвиває 670 к.с., забезпечуючи легкому автомобілю розгін від 0 до 100 км/год за 3,2 секунди.

### Pagani Huayra

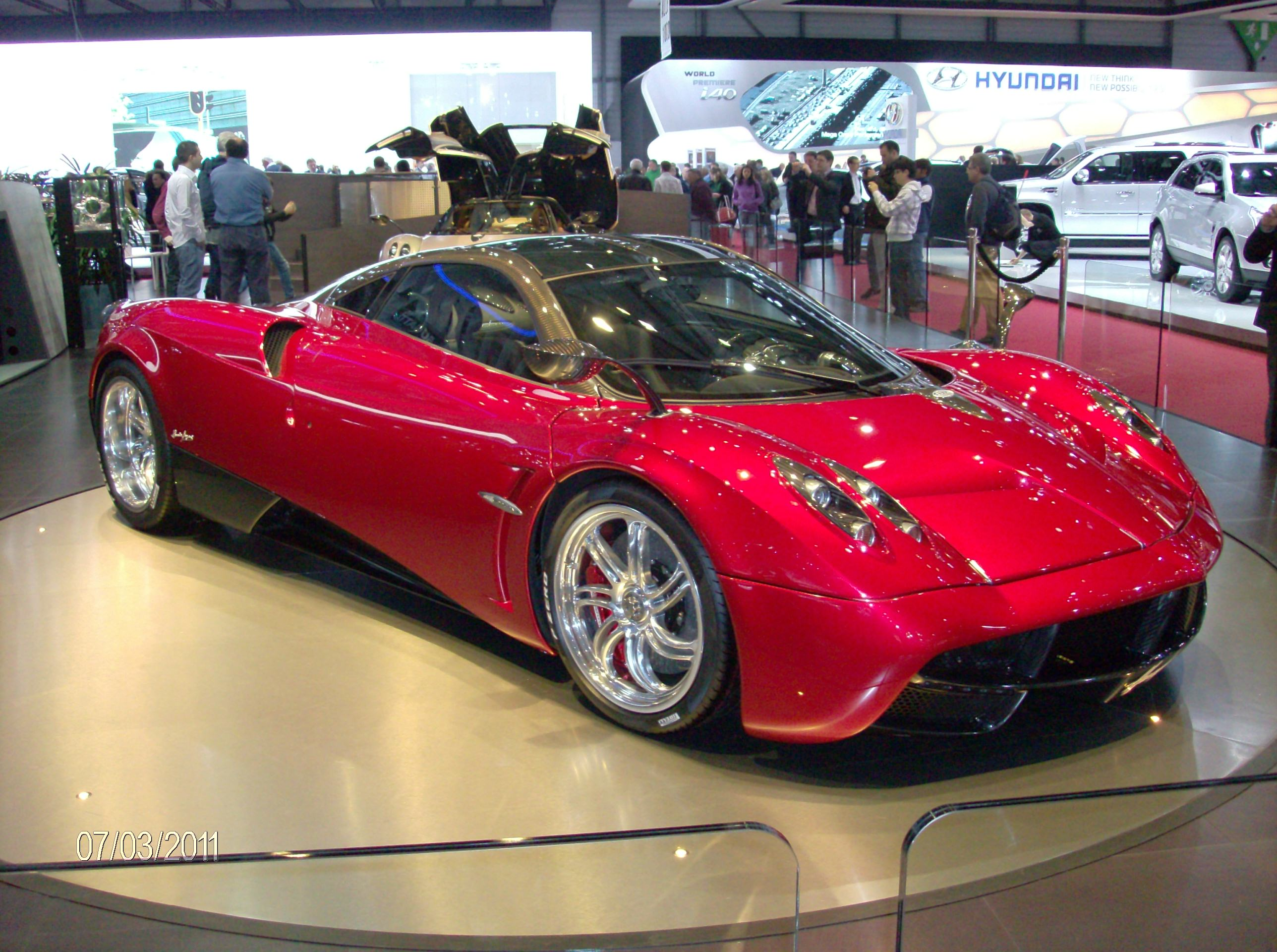
Pagani Huayra

Pagani побудувала новий автомобіль для заміни Zonda. Нова модель називається Pagani Huayra («Уайра» — бог вітру на мові одного з південно-американських племен і данина пам'яті аргентинському гоночному автомобілю Huayra Pronello Ford) дебютувала на Женевському автосалоні 2011 року. Pagani планує будувати не більше 40 автомобілів на рік і продавати їх за ціною від 1000000 доларів США. Двигун V12 Mercedes M158 об'ємом 6 л з подвійним турбонаддувом, розроблений підрозділом AMG, розвиває потужність 700 к.с. і крутний момент 1000 Нм. Huayra є новою розробкою, однак зберегла стилістичну схожість з попередньою моделлю Zonda. Максимальна швидкість зросла з 354 км/год (Zonda F Roadster) до 378 км/год, час розгону до 100 км/год становить 3,2 с.
Технічні дані
- Двигун: Mercedes-AMG V12 Bi-Turbo M158
- Робочий об'єм: 5980 см3
- Потужність: 700 к.с.
- Крутний момент: 1000 Нм
- Коробка передач: 7-ступінчаста секвентальная
- Довжина: 4605 мм
- Колісна база: 2795 мм
- Висота: 1169 мм
- Ширина: 2036 мм
- Суха маса: 1350 кг
- Розподіл навантаження по осях: 44 % на передню вісь і 56 % на задню

### В іграх
- Asphalt 9
- Race Driver: GRID.,
- Project C.A.R.S,
- Need for Speed: Carbon Pagani Zonda F Бонусний автомобіль,
- Need for Speed: Undercover. Pagani Zonda F за формою трохи відрізняється від оригіналу.,
- Need for Speed: ProStreet, де, коштує трохи дорожче оригіналу — 741 000.,
- Need for Speed: Shift,
- Need for Speed: Hot Pursuit (2010),
- Need for Speed: World,
- Need for Speed: The Run,
- Need for Speed: Shift 2 Unleashed,
- Need for Speed: Most Wanted (2012)
- Need for Speed: Rivals
- Forza Motorsport 3,
- Forza Motorsport 4,
- Forza Motorsport 5,
- Forza Motorsport 6,
- Forza Horizon,
- Forza Horizon 2,
- Forza Horizon 4,
- Test Drive Unlimited,
- Test Drive Unlimited 2,
- Gran Turismo 4,
- Gran Turismo 5,
- Driver San Francisco,
- Juiced 2 Hot important nights.